# Gare de Quatrecht
La gare de Quatrecht est une gare ferroviaire belge de la ligne 50, de Bruxelles-Nord à Gand-Saint-Pierre, située à proximité de Quatrecht sur le territoire de la commune de Wetteren, dans la province de Flandre-Orientale en région flamande.
Elle est mise en service en 1866 par l'administration des chemins de fer de l'État belge. C'est un arrêt sans personnel de la Société nationale des chemins de fer belges (SNCB) desservie par des trains Omnibus (L) et Heure de pointe (P).

## Situation ferroviaire
Établie à 11 m d'altitude, la gare de Quatrecht est située au point kilométrique (PK) 47,295 de la ligne 50, de Bruxelles-Nord à Gand-Saint-Pierre, entre les gares de Wetteren et de Melle.

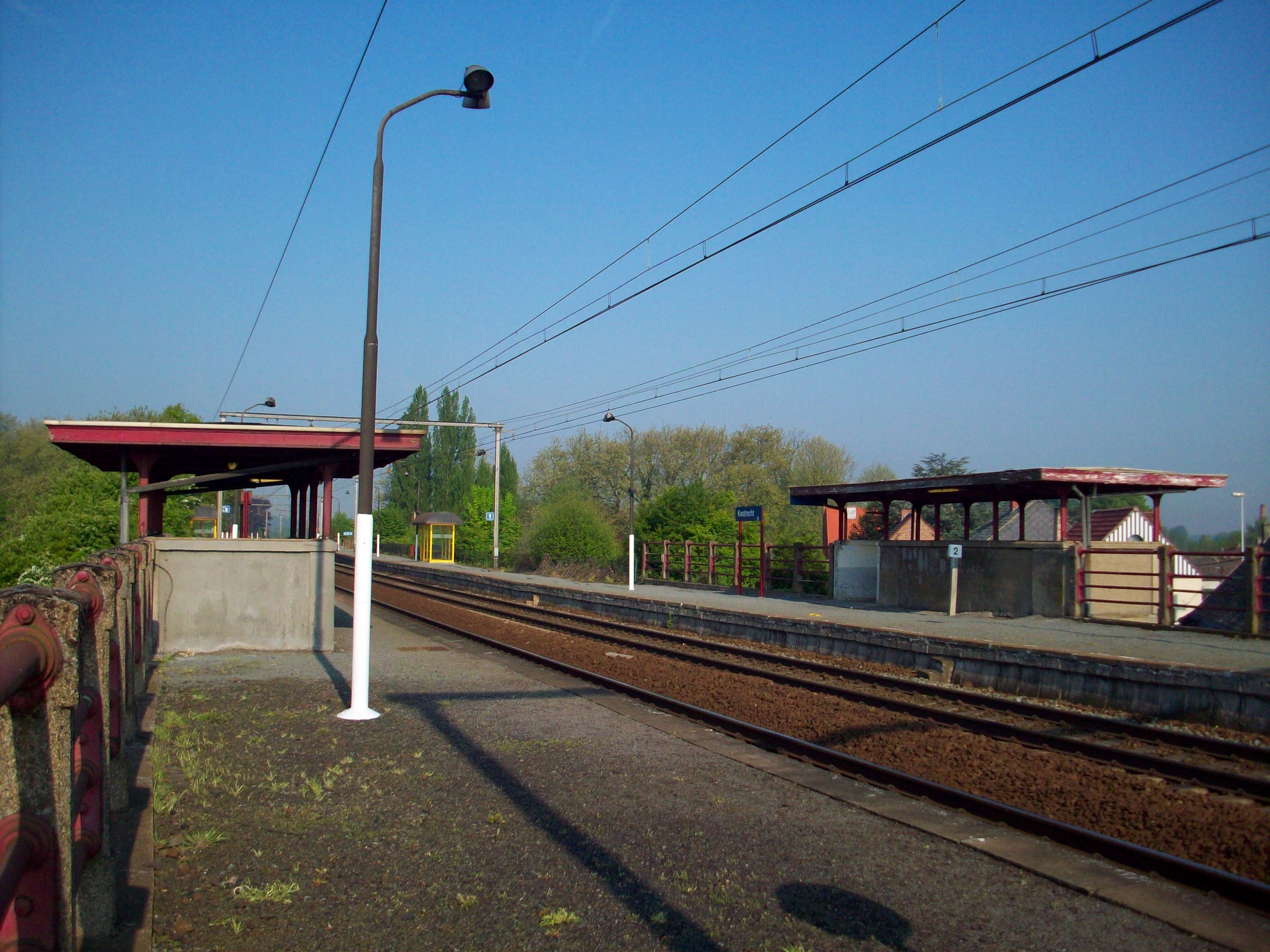
Voies, quais, accès et abris.

## Histoire
La gare de Quatrecht ouvre en 1866. En 1885 les installations sont décrites comme insuffisantes en comparaison avec la gare de Merelbeke — cette dernière n'ayant qu'une baraque de planches — et l'importance des marchandises expédiées et déchargées à Quatrecht est présentée comme comparable voire supérieure à celle de Merelbeke. Dans les années fin 1880 ou début 1890, un bâtiment des recettes de plan type 1881 est construit. Il s’agissait d’une variante de ce plan de gare avec une aile trois travées à gauche, identique à 24 autres gares belges.
Le 22 décembre 1890 se produit une collision entre deux trains internationaux. Le train de la Malle des Indes arrêté à un signal dans le brouillard est percuté par un express à destination de l'Allemagne, détruisant le fourgon de queue et faisant dérailler une voiture-lits. Par chance seul le conducteur (personnel des wagons-lits) est légèrement blessé.
En 1938, la gare de Quatrecht est reconstruite lorsque la ligne est surélevée afin de supprimer plusieurs passages à niveau, en continuité avec des travaux démarrés avant-guerre autour de la gare de Melle. Une gare surélevée de style moderniste est alors bâtie. Elle comprend un pont et des quais en partie érigés sur un mur en béton ainsi que des escaliers surmontés de petites tours et des auvents. Un petit bâtiment abritant le bureau et le guichet fut érigé en remplacement de la gare.
Un bunker était dissimulé dans les culées du viaduc, il existe toujours.
Actuellement, le pont, les quais, les auvents, les escaliers et les rambardes de la gare de 1938 subsistent mais le bâtiment abritant les guichets a été démoli, tout comme les tours recouvrant les escaliers.

## Service des voyageurs

### Accueil
Halte SNCB, c'est un point d'arrêt non géré (PANG) à accès libre.
La traversée des voies et le passage d'un quai à l'autre s'effectuent par le passage sous voies.

### Desserte
Quatrecht est desservie par des trains Omnibus (L) et Heure de pointe (P) de la SNCB (voir brochures SNCB).
En semaine, la desserte est constituée de trains L entre Malines et Zeebrugge-Dorp (ou Zeebrugge-Strand pendant les vacances), complétés par : un unique train P qui relie Gand-Saint-Pierre et Alost le matin ; deux paires de trains P entre Gand-Saint-Pierre et Schaerbeek et un unique train P qui relie Gand-Saint-Pierre à Termonde l’après-midi.
Les week-ends et jours fériés, la desserte ne comprend que des trains L entre Malines et Courtrai.

### Intermodalité
Un parc pour les vélos et un parc de stationnement pour les véhicules y sont aménagés.

## Comptage voyageurs
Le graphique et le tableau montrent le nombre de passagers qui en moyenne embarquent durant la semaine, le samedi et le dimanche.
| Nombre de voyageurs qui embarquent à la gare de Quatrecht | Nombre de voyageurs qui embarquent à la gare de Quatrecht | Nombre de voyageurs qui embarquent à la gare de Quatrecht | Nombre de voyageurs qui embarquent à la gare de Quatrecht |
|                                                           | Semaine                                                   | Samedi                                                    | Dimanche                                                  |
| --------------------------------------------------------- | --------------------------------------------------------- | --------------------------------------------------------- | --------------------------------------------------------- |
| 1977                                                      | 255                                                       | 69                                                        | 37                                                        |
| 1978                                                      | 259                                                       | 35                                                        | 32                                                        |
| 1979                                                      | 242                                                       | 28                                                        | 39                                                        |
| 1980                                                      | 255                                                       | 13                                                        | 37                                                        |
| 1981                                                      | 241                                                       | 57                                                        | 49                                                        |
| 1982                                                      | 193                                                       | 47                                                        | 34                                                        |
| 1983                                                      | 205                                                       | 52                                                        | 21                                                        |
| 1984                                                      | 159                                                       | 35                                                        | 33                                                        |
| 1985                                                      | 157                                                       | 40                                                        | 34                                                        |
| 1986                                                      | 169                                                       | 30                                                        | 29                                                        |
| 1987                                                      | 169                                                       | 31                                                        | 34                                                        |
| 1988                                                      | 162                                                       | 42                                                        | 55                                                        |
| 1989                                                      | 127                                                       | 36                                                        | 29                                                        |
| 1990                                                      | 129                                                       | 31                                                        | 25                                                        |
| 1991                                                      | 137                                                       | 35                                                        | 28                                                        |
| 1992                                                      | 153                                                       | 37                                                        | 32                                                        |
| 1993                                                      | 118                                                       | 29                                                        | 22                                                        |
| 1994                                                      | 92                                                        | 33                                                        | 15                                                        |
| 1995                                                      | 95                                                        | 24                                                        | 7                                                         |
| 1996                                                      | 102                                                       | 29                                                        | 12                                                        |
| 1997                                                      | 87                                                        | 33                                                        | 17                                                        |
| 1998                                                      | 101                                                       | 35                                                        | 7                                                         |
| 1999                                                      | 105                                                       | 36                                                        | 20                                                        |
| 2000                                                      | 102                                                       | 32                                                        | 33                                                        |
| 2001                                                      | 109                                                       | 18                                                        | 17                                                        |
| 2002                                                      | 93                                                        | 22                                                        | 18                                                        |
| 2003                                                      | 78                                                        | 28                                                        | 14                                                        |
| 2004                                                      | 84                                                        | 30                                                        | 9                                                         |
| 2005                                                      | 112                                                       | 36                                                        | 20                                                        |
| 2006                                                      | 88                                                        | 40                                                        | 20                                                        |
| 2007                                                      | 96                                                        | 30                                                        | 20                                                        |
| 2008                                                      | -                                                         | -                                                         | -                                                         |
| 2009                                                      | 118                                                       | 30                                                        | 33                                                        |
| 2010                                                      | -                                                         | -                                                         | -                                                         |
| 2011                                                      | -                                                         | -                                                         | -                                                         |
| 2012                                                      | 114                                                       | 35                                                        | 29                                                        |
| 2013                                                      | 78                                                        | 37                                                        | 35                                                        |
| 2014                                                      | 83                                                        | 31                                                        | 14                                                        |
| 2015                                                      | 94                                                        | 59                                                        | 27                                                        |
| 2016                                                      | 113                                                       | 10                                                        | 129                                                       |
| 2017                                                      | 127                                                       | 54                                                        | 41                                                        |
| 2018                                                      | 122                                                       | 23                                                        | 17                                                        |
| 2019                                                      | 84                                                        | 43                                                        | 54                                                        |
| 2020                                                      | 81                                                        | 20                                                        | 25                                                        |
| 2021                                                      | -                                                         | -                                                         | -                                                         |
| 2022                                                      | 195                                                       | 68                                                        | 53                                                        |
| 2023                                                      | 180                                                       | 53                                                        | 49                                                        |
| 2024                                                      | 170                                                       | 93                                                        | 86                                                        |

## Galerie de photos

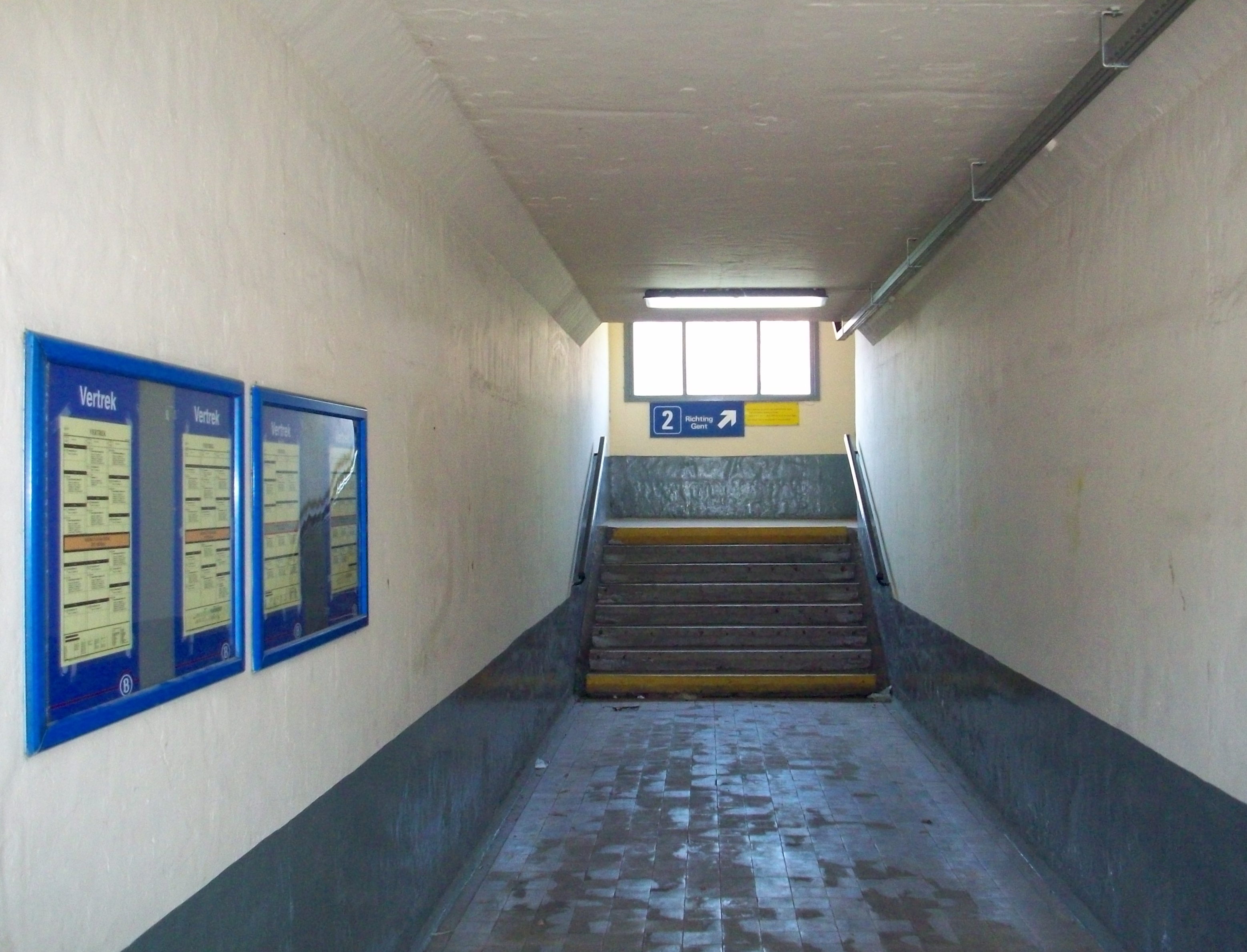
Passage sous voies et accès aux quais
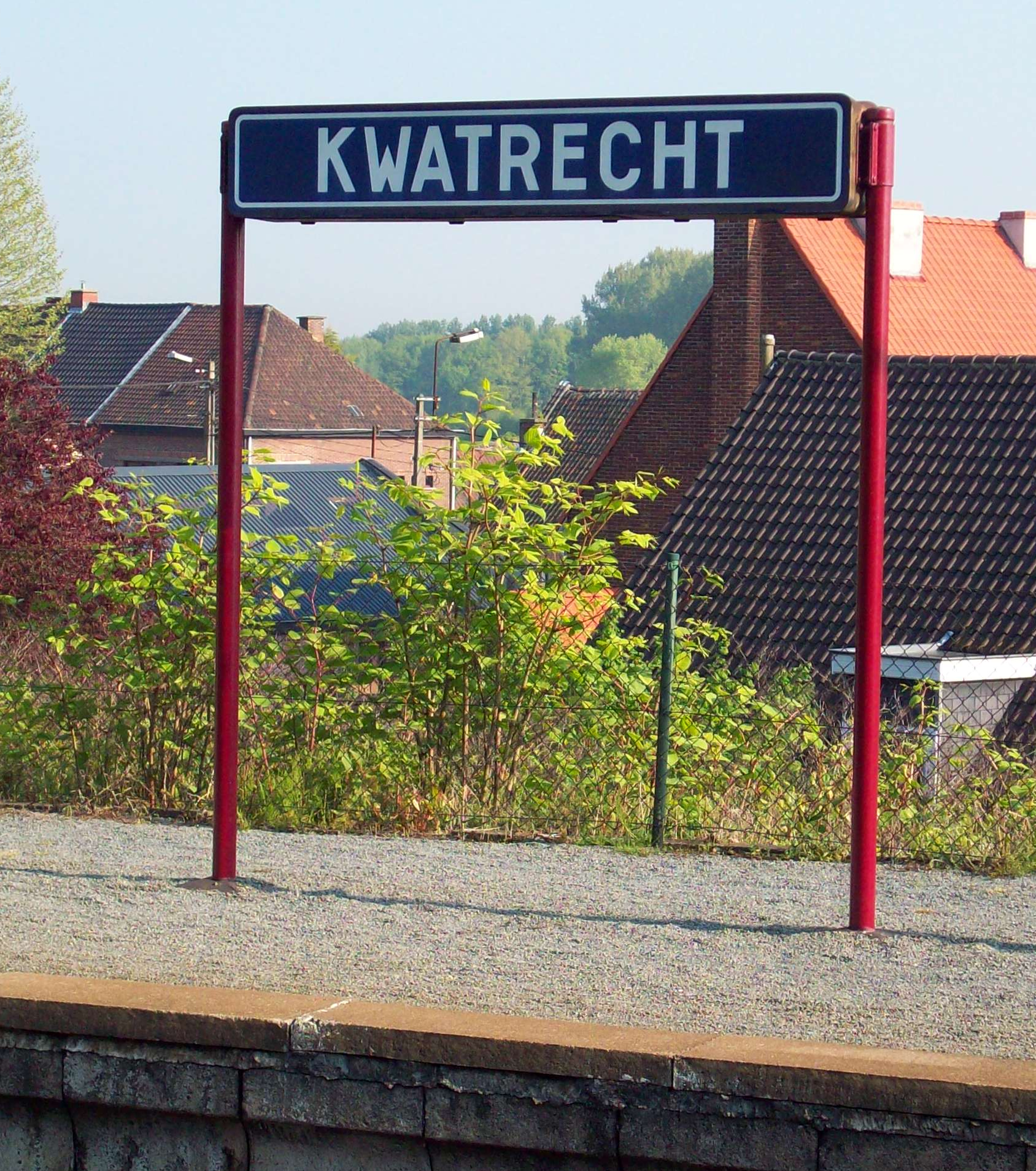
Panneau de quai